# Comarca di Guadix
La comarca di Guadix (in spagnolo: Comarca de Guadix) è una comarca della Spagna, situata nella provincia di Granada, in Andalusia.